# Titularerzbistum Amiternum
Amiternum (ital.: Amiterno) ist ein Titularbistum der römisch-katholischen Kirche. 
Es geht zurück auf einen Bischofssitz in der antiken Stadt Amiternum, die sich in der italienischen Region Abruzzen befand.
| Titularbischöfe von Amiternum |                                                      |                                                  |                  |                   |
| Nr.                           | Name                                                 | Amt                                              | von              | bis               |
| 1                             | Stanislao Amilcare Battistelli CP                    | emeritierter Bischof von Teramo e Atri (Italien) | 22. Februar 1967 | 6. Januar 1976    |
| 2                             | Agostino Cacciavillan Titularerzbischof pro hac vice | Apostolischer Nuntius Kurienerzbischof           | 17. Januar 1976  | 21. Februar 2001  |
| 3                             | Timothy Broglio Titularerzbischof pro hac vice       | Apostolischer Nuntius                            | 27. Februar 2001 | 19. November 2007 |
| 4                             | Luciano Suriani Titularerzbischof pro hac vice       | Apostolischer Nuntius                            | 22. Februar 2008 |                   |